# هونوکیول
هونوکیول (به انگلیسی: Honokiol) با فرمول شیمیایی C۱۸H۱۸O۲ یک ترکیب شیمیایی با شناسه پاب‌کم ۷۲۳۰۳ است. که جرم مولی آن ۲۶۶٫۳۳۴ g/mol می‌باشد. شکل ظاهری این ترکیب، جامد سفید است.